# Johan Falk: Vapenbröder
Johan Falk: Vapenbröder är en svensk action-thriller från 2009 i regi av Anders Nilsson med Jakob Eklund och Joel Kinnaman i huvudrollerna. Filmen släpptes på dvd den 23 september 2009 och är den femte filmen om Johan Falk.

## Handlingen
Johan Falk och specialenheten GSI är ute på ett rutinuppdrag tillsammans med en norsk hemlig polis. Tanken är att de ska köpa loss några automatkarbiner för att få bort dem från gatan, men allt går inte enligt planen och plötsligt ändras spelreglerna helt.

## Rollista
- Jakob Eklund - Johan Falk
- Joel Kinnaman - Frank Wagner
- Mikael Tornving - Patrik Agrell
- Meliz Karlge - Sophie Nordh
- Jens Hultén - Seth Rydell
- Martin Wallström - Martin Borhulth
- Jacqueline Ramel - Anja Månsdottir
- Anastasios Soulis - Felix Rydell
- Thomas W. Gabrielsson - Asim Popov
- Ruth Vega Fernandez - Marie
- André Sjöberg - Dick Jörgensen
- Henrik Norlén - Lasse Karlsson
- Kyrre Hellum - Egil
- Lars G Svensson - Lennart Jägerström
- Zeljko Santrac - Matte
- Iso Porovic - Komazec
- Camilla Lundén - Niki
- Erik Lundin - Macke G:sson
- Hans Westin - Kapten
- Roy Hansson - Kenneth Alm
- Zoltan Bajkai - Lukić
- Hanna Ullerstam - Ann-Louise Rojas